# 瓦倫西亞北站

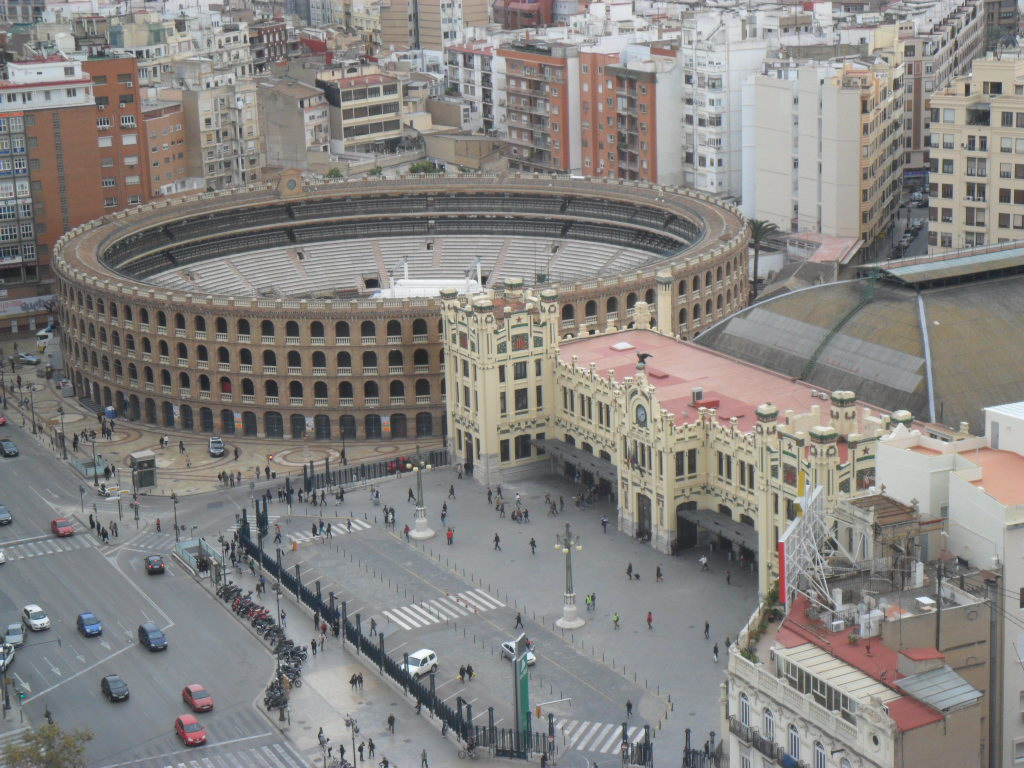
瓦倫西亞北站與鄰近的瓦倫西亞鬥牛場

瓦倫西亞北站是瓦倫西亞第一個鐵路車站，爲西班牙的主要交通樞紐，於1852年3月21日啟用。鄰近巴伦西亚斗牛场，距離市政廳約200米，與瓦倫西亞地鐵3號線、5號線、7號線以及9號線連接，並有長途火車可通達西班牙其它城市如巴塞羅那、馬拉加或塞維利亞。與瓦倫西亞市南部的瓦倫西亞華金·索羅拉車站相距約八百米遠。
車站具有维也纳分离派
以及瓦倫西亞現代主義風格。由西班牙北部鐵路公司命名，於1917年開業，後來於1941年被國有化並納入西班牙國家鐵路公司。1983年注冊為西班牙國家文物古蹟。在2010年，車站運送人次超過一千四百萬，其中約一千一百萬為瓦倫西亞近郊路線的旅客。

## 歷史
瓦倫西亞北站的歷史可追溯至1851年，其舊車站於同年動工，原址位於現瓦倫西亞政府廣場，1852年3月21日開始營業，成爲瓦倫西亞第一個鐵路車站。最初兩年僅和瓦倫西亞海邊地區有軌道鏈接，而在1854年線路延伸至哈蒂瓦。隨着與更多的鐵路的建立，車站的影響力逐漸增加。1907年，西班牙北部鐵路公司決定開始在瓦倫西亞建設新的車站，在10年的工期後，現今的瓦倫西亞北站於1917年8月8日開業。
從新站正式營業開始，瓦倫西亞北站一直是北部交通的重要樞紐，爲當時馬德里－瓦倫西亞線、瓦倫西亞－塔拉哥納線、阿蘭胡埃斯－瓦倫西亞線和瓦倫西亞－利里亞線的終點站，每天都有大量人員流動。1937年和1938年瓦倫西亞曾爲西班牙共和國臨時首都，車站因此在西班牙內戰期間因國民軍猛烈轟炸而受到巨大損傷。。1941年，在國有化的推動下，當時管理瓦倫西亞北站的西班牙北部鐵路公司解散，取而代之的則是西班牙的國有企業西班牙國家鐵路公司，西班牙國家鐵路公司在1980年至1982年期間對其進行一系列的修復。在1961年和1983年瓦倫西亞北站被列入歷史藝術古蹟以及西班牙國家文物古蹟。
2005年，西班牙鐵路局接任瓦倫西亞北站的管轄，而西班牙國家鐵路公司則繼續管理其經營。2000年代，瓦倫西亞南部的鐵道網路進行了大規模改動，以鋪墊馬德里－黎凡特高速鐵路網的建設，不僅如此瓦倫西亞－利里亞線的大部分被整改，成爲瓦倫西亞地鐵5號線的一部分。2010年，位於瓦倫西亞北站以南的瓦倫西亞華金·索羅拉車站建成，成爲瓦倫西亞第二個鐵路車站。

## 車站結構

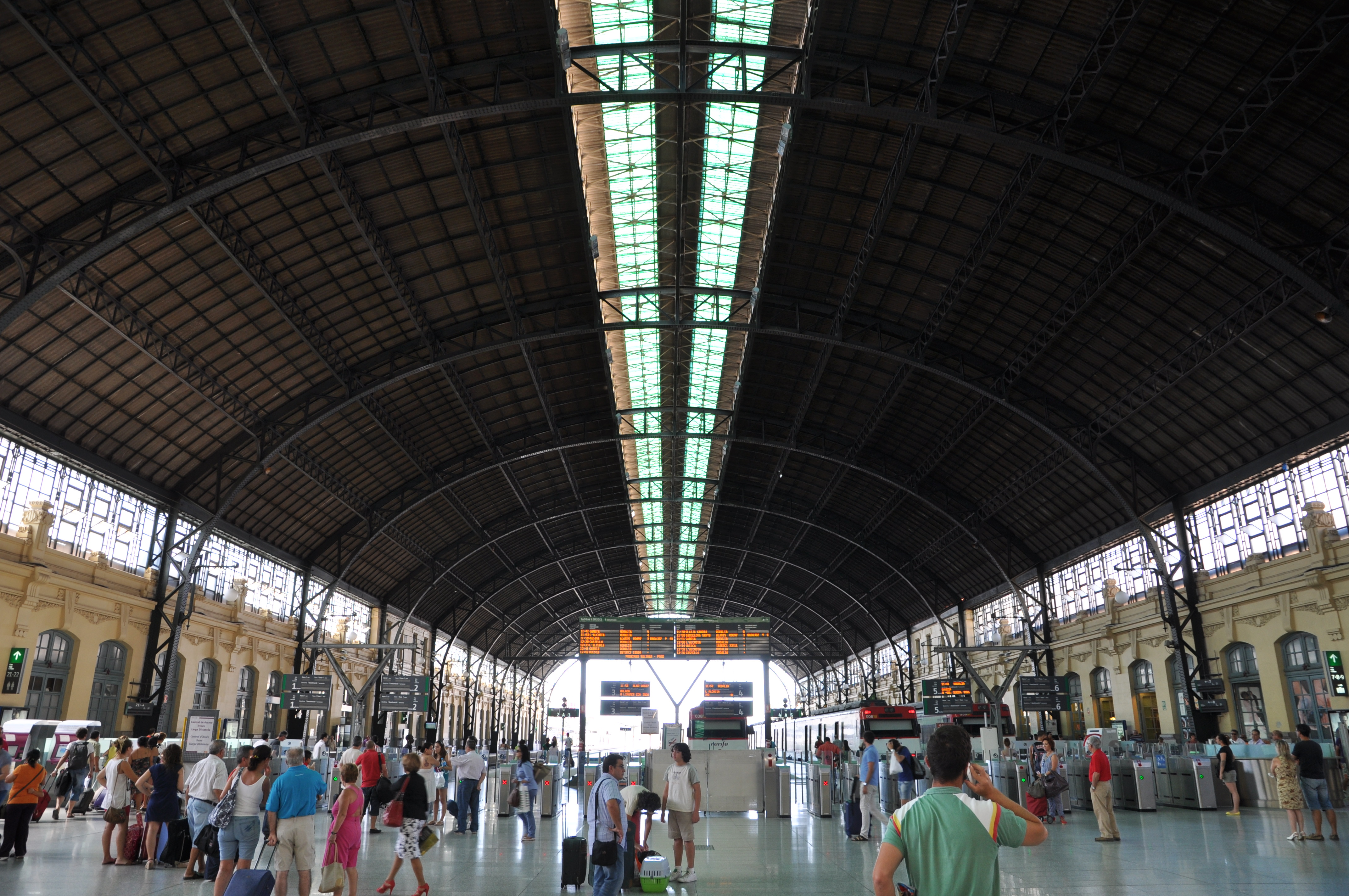
站場內部

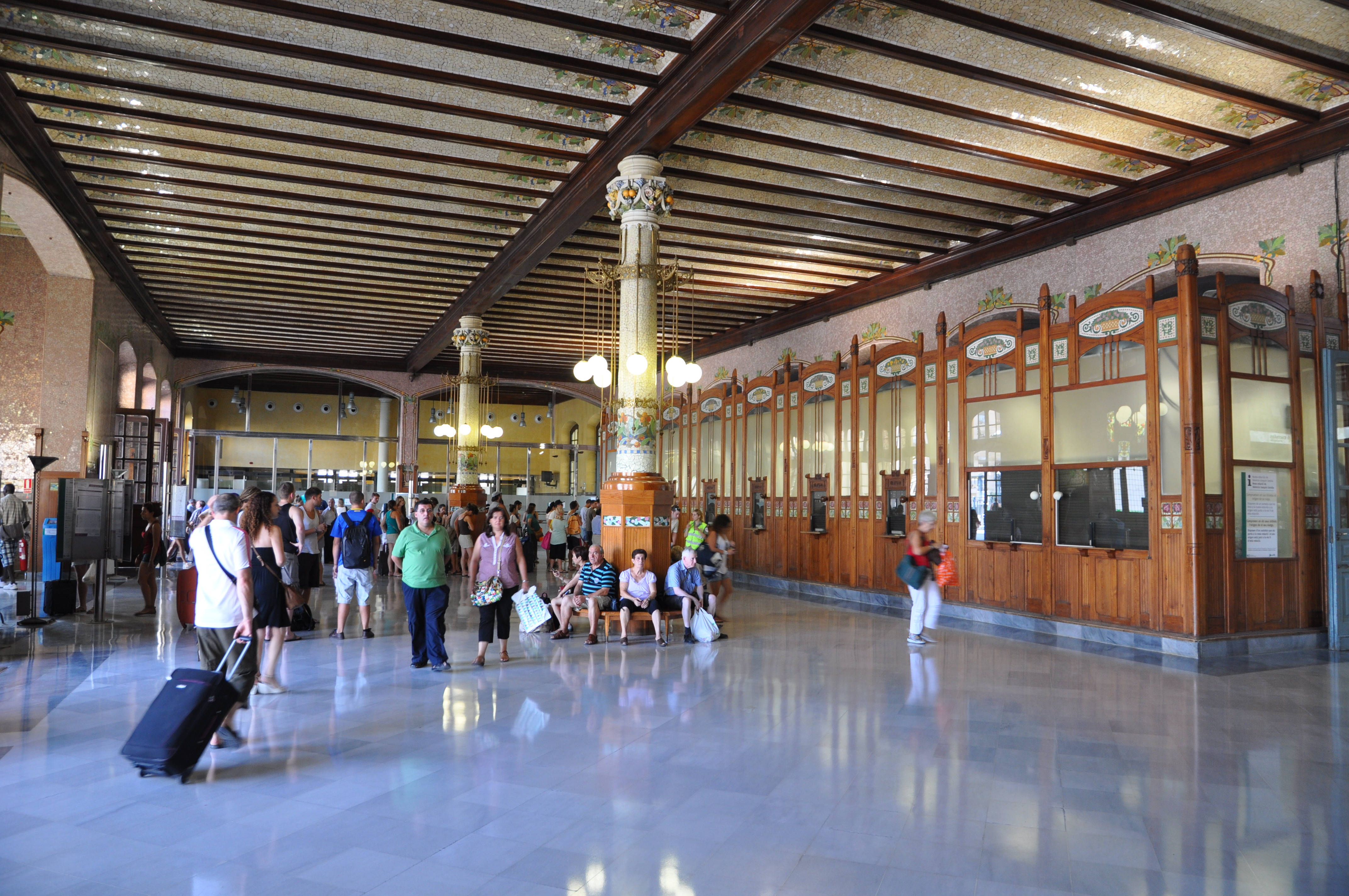
站樓內部

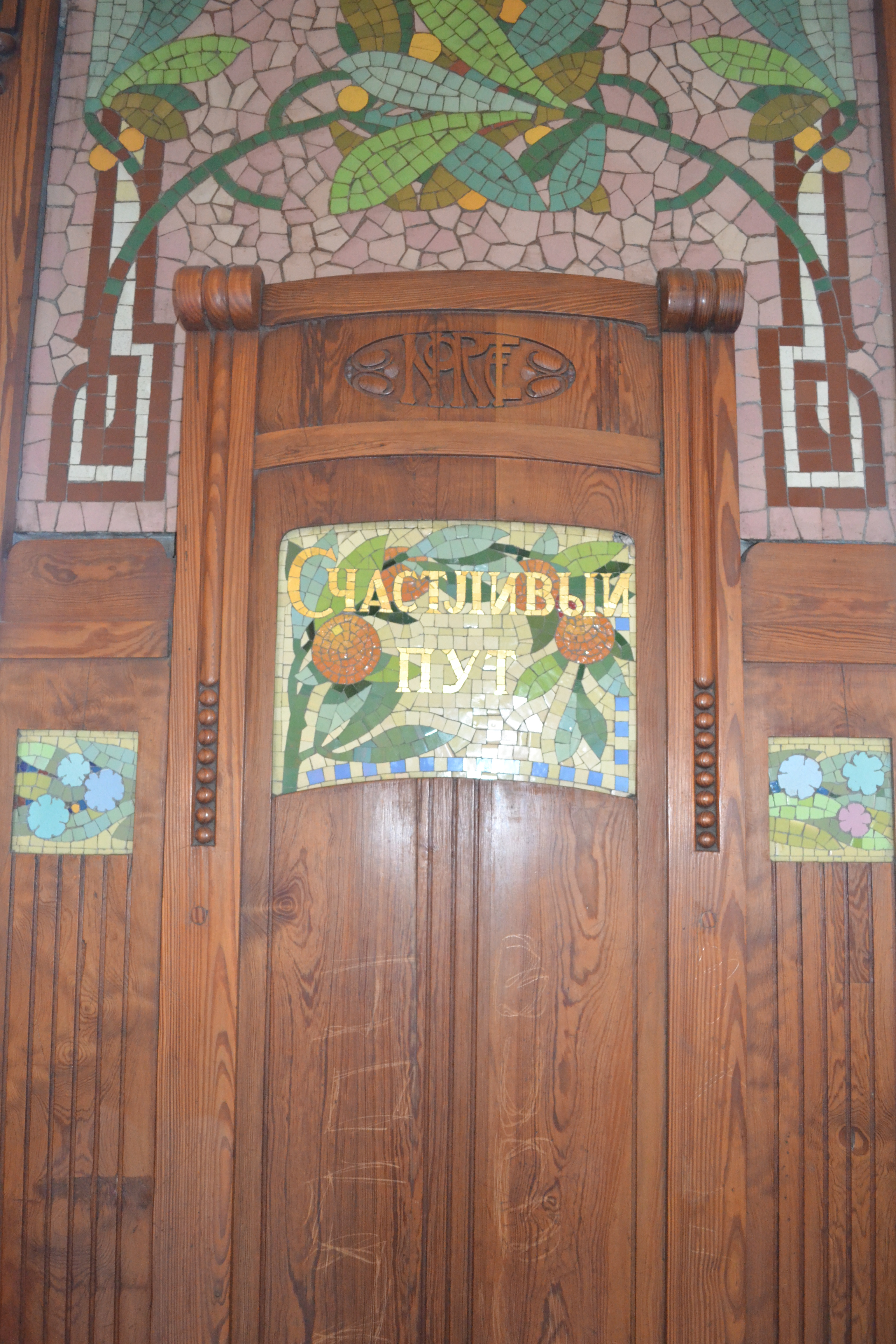
用俄語寫成的“一路順風”

瓦倫西亞北站佔地面積約爲三平方公里，主門面向北方，位於哈蒂瓦街24號（Calle Játiva, 24），車站東西兩側則分別爲阿利坎特街（Calle Alicante）與拜仁街（Calle Bailén）。車站南部則爲列車出站口。車站整體結構爲方形，分爲站場和站樓兩個不同的區域。站場部分由焊接式鋼鐵拱形結構封頂，爲U形結構，是車站主站臺部分。而站樓則是方形結構，分爲兩層，頂層爲辦公區域，而底層爲公共區域，其頂部結構與站場的頂部互不相連，爲兩個獨立的部分。站樓擁有候車大廳，售票處，自動售票機，廁所和行李寄存處，同樣設有禮物店，餐廳，咖啡吧以及自動取款機等服務。車站外部有三個停車區和地鐵、出租車和公交車站。
車站具有現代主義風格，同時受到分離派以及瓦倫西亞現代主義的影響。建築物正面由三座主塔組成，外部由穿著典型巴倫西亞服裝的婦女以及橙子和其他典型瓦倫西亞本地農產品的花環的馬賽克藝術裝飾。建築物站樓內部和頂部則是用陶瓷裝飾，由兩個柱子支撐，每扇門和窗的底座都是用木頭製成，上面印有用不同語言寫成的“一路順風”（西班牙語：Buen Viaje）的銘文。

## 鐵路服務
瓦倫西亞北站提供三種不同的鐵路路線服務，分別爲長距離路線（Larga distancia）、中距離路線（Media distancia）以及瓦倫西亞近郊路線。長距離路線主要連接巴塞羅那、塔拉戈納、塞維利亞、穆爾西亞、卡塔赫納和洛爾卡。 這些路線由塔爾高公司的系列列車負責運客。中距離路線主要連接穆爾西亞、卡塔赫納、埃爾切、阿利坎特、阿爾巴塞特、雷亞爾城、昆卡和馬德里、比列納、阿爾科伊、巴塞羅那、薩拉戈薩、韋斯卡和托爾托薩等城市。瓦倫西亞近郊路線由C－1、C－2、C－3、C－4、C－5和C－6路線組成，這些路線覆蓋瓦倫西亞自治區大部分大小市鎮，是最繁忙的運輸網絡。

## 線路佈置
車站一共有10條客運軌道，其中1至6號軌道的月台位於車站站場門廳，7和8號軌道的月台位於站場西側旁露天區域，而剩下兩條21號以及22號軌道的月台位於站場東側露天區域，緊挨阿利坎特街（Calle Alicante）。
- 1號道：長和中距離路線以及瓦倫西亞近郊路線（西班牙语：Cercanías Valencia）C－3（西班牙语：Línea C-3 (Cercanías Valencia)）、C－5（西班牙语：Línea C-5 (Cercanías Valencia)）和C－6（西班牙语：Línea C-6 (Cercanías Valencia)）。
- 2號道：長和中距離路線以及瓦倫西亞近郊路線（西班牙语：Cercanías Valencia）C－3（西班牙语：Línea C-3 (Cercanías Valencia)）、C－5（西班牙语：Línea C-5 (Cercanías Valencia)）和C－6（西班牙语：Línea C-6 (Cercanías Valencia)）。
- 3號道：長和中距離路線以及瓦倫西亞近郊路線（西班牙语：Cercanías Valencia）C－1（西班牙语：Línea C-1 (Cercanías Valencia)）、C－2（西班牙语：Línea C-2 (Cercanías Valencia)）和C－6（西班牙语：Línea C-6 (Cercanías Valencia)）。
- 4號道：中距離路線以及瓦倫西亞近郊路線（西班牙语：Cercanías Valencia）C－1（西班牙语：Línea C-1 (Cercanías Valencia)）和C－2（西班牙语：Línea C-2 (Cercanías Valencia)）。
- 5號道：中距離路線以及瓦倫西亞近郊路線（西班牙语：Cercanías Valencia）C－2（西班牙语：Línea C-2 (Cercanías Valencia)）。
- 6號道：中距離路線以及瓦倫西亞近郊路線（西班牙语：Cercanías Valencia）C－1（西班牙语：Línea C-1 (Cercanías Valencia)）和C－2（西班牙语：Línea C-2 (Cercanías Valencia)）。
- 7號道：瓦倫西亞近郊路線（西班牙语：Cercanías Valencia）C－1（西班牙语：Línea C-1 (Cercanías Valencia)）和C－2（西班牙语：Línea C-2 (Cercanías Valencia)）。
- 8號道：瓦倫西亞近郊路線（西班牙语：Cercanías Valencia）C－1（西班牙语：Línea C-1 (Cercanías Valencia)）和C－2（西班牙语：Línea C-2 (Cercanías Valencia)）。
- 21號道：瓦倫西亞近郊路線（西班牙语：Cercanías Valencia）C－6（西班牙语：Línea C-6 (Cercanías Valencia)）。
- 22號道：瓦倫西亞近郊路線（西班牙语：Cercanías Valencia）C－6（西班牙语：Línea C-6 (Cercanías Valencia)）。

## 註腳
1. ↑  .   [2018-04-09]. （原始内容存档于2019-08-23）.
2. ↑  .   [2018-04-09]. （原始内容存档于2019-12-25）.
3. ↑  . Levante-EMV  [2018-11-29]. （原始内容存档于2017-08-29）.
4. ↑  Estación del Norte （页面存档备份，存于） Dirección General de Patrimonio Cultura
5. 1 2  .   [2022-06-28]. （原始内容存档于2021-06-25）.
6. ↑   Lucila Aragó; José M. Azkárraga; Juan Salazar. . 2010: 157. ISBN 978-84-370-7757-4 （西班牙语）.
7. ↑   Lucila Aragó; José M. Azkárraga; Juan Salazar. . 2010: 447. ISBN 978-84-370-7757-4 （西班牙语）.
8. ↑   Lucila Aragó; José M. Azkárraga; Juan Salazar. . 2010: 278. ISBN 978-84-370-7757-4 （西班牙语）.
9. ↑  .   [2022-06-28]. （原始内容存档于2022-07-02）.